# Bobby Colomby
Bobby Colomby, rodným jménem Robert Wayne Colomby, (* 20. prosince 1944, New York) je americký jazzrockový bubeník a hudební producent, jeden ze zakladatelů skupiny Blood, Sweat & Tears, se kterou v letech 1967–1977 nahrál jejích prvních deset alb (z celkových jedenácti). Hrál také na společném albu Johna Calea a Terry Rileyho nazvaného Church of Anthrax. V roce 2000 založil společně se zpěvákem Richardem Marxem hudební vydavatelství Signal 21 Records. Během své kariéry spolupracoval také s dalšími hudebníky, mezi které patří například Al Kooper a Eddie Palmieri. Jako producent se podílel na řadě alb Chrise Bottiho a dále například na eponymním albu baskytaristy Jaco Pastoria nebo na desce Courage zpěvačky Pauly Coleové, stejně jako na několika nahrávkách Blood, Sweat & Tears.

## Diskografie (výběr)
| Rok  | Název                      | Interpret               |
| ---- | -------------------------- | ----------------------- |
| 1968 | Child Is Father to the Man | Blood, Sweat & Tears    |
| 1968 | Blood, Sweat & Tears       | Blood, Sweat & Tears    |
| 1969 | Appaloosa                  | Appaloosa               |
| 1970 | Blood, Sweat & Tears 3     | Blood, Sweat & Tears    |
| 1971 | B, S & T; 4                | Blood, Sweat & Tears    |
| 1971 | Church of Anthrax          | John Cale a Terry Riley |
| 1976 | Jaco Pastorius             | Jaco Pastorius          |
| 1972 | New Blood                  | Blood, Sweat & Tears    |
| 1972 | David Clayton-Thomas       | David Clayton-Thomas    |
| 1973 | No Sweat                   | Blood, Sweat & Tears    |
| 1974 | Mirror Image               | Blood, Sweat & Tears    |
| 1975 | New City                   | Blood, Sweat & Tears    |
| 1976 | More Than Ever             | Blood, Sweat & Tears    |
| 1977 | Brand New Day              | Blood, Sweat & Tears    |
| 1978 | Pages                      | Pages                   |
| 1978 | Lucumi, Macumba, Voodoo    | Eddie Palmieri          |
| 1980 | Supercharged               | Tavares                 |
| 1982 | View from the Ground       | America                 |
| 1983 | The Game of Life           | T-Connection            |
| 1988 | A Place Like This          | Robbie Nevil            |
| 1992 | Life Is Messy              | Rodney Crowell          |
| 1999 | Slowing Down the World     | Chris Botti             |
| 2002 | December                   | Chris Botti             |
| 2004 | When I Fall in Love        | Chris Botti             |
| 2007 | Italia                     | Chris Botti             |
| 2007 | Courage                    | Paula Coleová           |
| 2007 | He Had a Hat               | Jeff Lorber             |
| 2010 | Now Is the Time            | Jeff Lorber             |
| 2012 | Impressions                | Chris Botti             |
| 2005 | To Love Again: The Duets   | Chris Botti             |